# A View to a Kill (sang)
"A View to a Kill" er titelsangen fra den fjortende James Bond-film, der havde Roger Moore i hovedrollen.
Sangen er skrevet af Duran Duran og John Barry og blev udsendt i 1985.

## Hitlister
| Hitliste (1985)                                  | Højeste placering |
| ------------------------------------------------ | ----------------- |
| Australia (Kent Music Report)                    | 6                 |
| Østrig (Ö3 Austria Top 40)                       | 6                 |
| Belgien (Ultratop 50 Flanderen)                  | 2                 |
| Belgium (VRT Top 30 Flanders)                    | 1                 |
| Canada Top Singles (RPM)                         | 1                 |
| Denmark (Hitlisten)                              | 1                 |
| Frankrig (SNEP)                                  | 11                |
| Irland (IRMA)                                    | 2                 |
| Holland (Dutch Top 40)                           | 3                 |
| Holland (Single Top 100)                         | 3                 |
| New Zealand (RIANZ)                              | 13                |
| Norge (VG-lista)                                 | 2                 |
| South Africa (Springbok Radio)                   | 4                 |
| Spain (AFYVE)                                    | 1                 |
| Sverige (Sverigetopplistan)                      | 1                 |
| Schweiz (Schweizer Hitparade)                    | 7                 |
| Storbritannien Singles (Official Charts Company) | 2                 |
| USA Billboard Hot 100                            | 1                 |
| US Cash Box Top 100                              | 1                 |
| Vesttyskland (Official German Charts)            | 9                 |

| Hitliste (1985)                       | Placering |
| ------------------------------------- | --------- |
| Australia (Kent Music Report)         | 64        |
| Austria (Ö3 Austria Top 40)           | 27        |
| Belgium (Ultratop 50 Flanders)        | 16        |
| Canada Top Singles (RPM)              | 24        |
| Netherlands (Dutch Top 40)            | 9         |
| Netherlands (Single Top 100)          | 15        |
| Switzerland (Schweizer Hitparade)     | 16        |
| UK Singles (OCC)                      | 34        |
| US Billboard Hot 100                  | 35        |
| US Cash Box Top 100                   | 19        |
| West Germany (Official German Charts) | 34        |